# Notoplites marsupiatus
Notoplites marsupiatus är en mossdjursart som först beskrevs av Jullien 1882.  Notoplites marsupiatus ingår i släktet Notoplites och familjen Candidae. Inga underarter finns listade i Catalogue of Life.